# Cristiceps argyropleura
Cristiceps argyropleura är en fiskart som beskrevs av Kner, 1865. Cristiceps argyropleura ingår i släktet Cristiceps och familjen Clinidae. Inga underarter finns listade i Catalogue of Life.